# Druhá přechodná doba
Druhá přechodná doba je období dějin starověkého Egypta odpovídající době vlády 13. dynastie až 17. dynastie (přibližně 1650–1550 před n. l.). Po smrti posledního panovníka 13. dynastie došlo k rozdělení Egypta na několik částí. Severní část ovládali Hyksósové (14. a 15. dynastie), jejichž hlavním městem byla Hatueret (řecky Avaris, dnes Tell ed-Dabaa), a jižní část pokračovatelé egyptských faraonů Střední říše (16. a 17. dynastie), kteří sídlili ve Vesetu. V Núbii vzniklo nezávislé království s centrem v Kermě.
Druhá přechodná doba následovala po Střední říši a předcházela Novou říši, za jejíž zakladatele se považuje faraon Ahmose.

## Politické dějiny

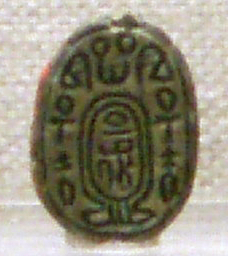
Skarabeus se jménem Apopida, jednoho z panovníků sídlících v Avaridě

Po smrti Sebekhotepa IV. roku 1725 př. n. l. se pravděpodobně začaly jednotlivé části Egypta osamostatňovat.
Po roce 1685 př. n. l. pak došlo k přesunu hlavního města z Ictaueje (Lišt) do Vesetu. Posledním panovníkem vládnoucím ze starého hlavního města byl pravděpodobně Merneferre Aj, poslední panovník 13. dynastie.
Již během Střední říše docházelo k imigraci skupin obyvatel ze Syropalestiny do Egypta s cílem usadit se zde. Jedním z nejvýznamnějších center se stalo město Hatueret ve východní deltě. Od závěru 12. a počátku 13. dynastie byla značná část jeho obyvatelstva tvořena imigranty z Levanty, jejichž kultura vykazovala výrazně neegyptské rysy.
Z nálezů v Tell ed-Dabě vyplývá, že se po roce 1685 př. n. l. Hatueret osamostatnila.
Egypťané nazývali obyvatele Hatueretu termínem aamu („Asijec“) a pro vládce cizích „hornatých“ zemí 14. a 15. dynastie se používal termín hekau chasut (přes řečtinu se toto pojmenování dostalo k nám jako Hyksósové).
Archeologické nálezy v Tell ed-Dabě svědčí o naprosté kontinuitě vývoje ve městě, proto vzestup jejich moci nemusel nutně mít povahu násilného konfliktu. Postupně však rozšířili svůj vliv, na jihu až k Hermopoli.
Doklady o ničení a drancování získaných území Hyksósy jsou velmi vzácné.
Hatueret obchodovala se státy na území Palestiny a Levanty, s Kyprem.
Současně ve Vesetu existovali relativně nezávislí vládci (16. dynastie|16. a 17. dynastie), kteří ovládali poměrně rozsáhlé území (v Kamoseho době hranice mezi oběma královstvími ležela jižně od Chemenu v Kusai.)
Po roce 1650 př. n. l. byla na Nilu v oblasti Kusai stanovena hranice, kde se vybíralo clo pro vstup do oblasti ovládané Hyksósy.)
V Núbii vzniklo samostatné vojensky mocné království s centrem v Kermě, které obchodovalo s Hyksósským královstvím a mělo s ním dobré vztahy. Také měli dobré vztahy s nejjižnější částí Egypta, Núbií, odkud proudilo do Egypta zlato.
Ačkoli pozdější literární tradicí, o níž se opíral i Manehto, byli Hyksósové líčeni jako barbarští a destruktivní a nebyli uznáváni za skutečné egyptské panovníky, nýbrž jen za „cizí krále“, ve skutečnosti přinejmenším v pozdějších obdobích (zejména za králů Chaiana a Apopida) uplatňovali zcela egyptský způsob vlády a jejich statut nebyl současníky zpochybňován.

## Znovusjednocení Egypta

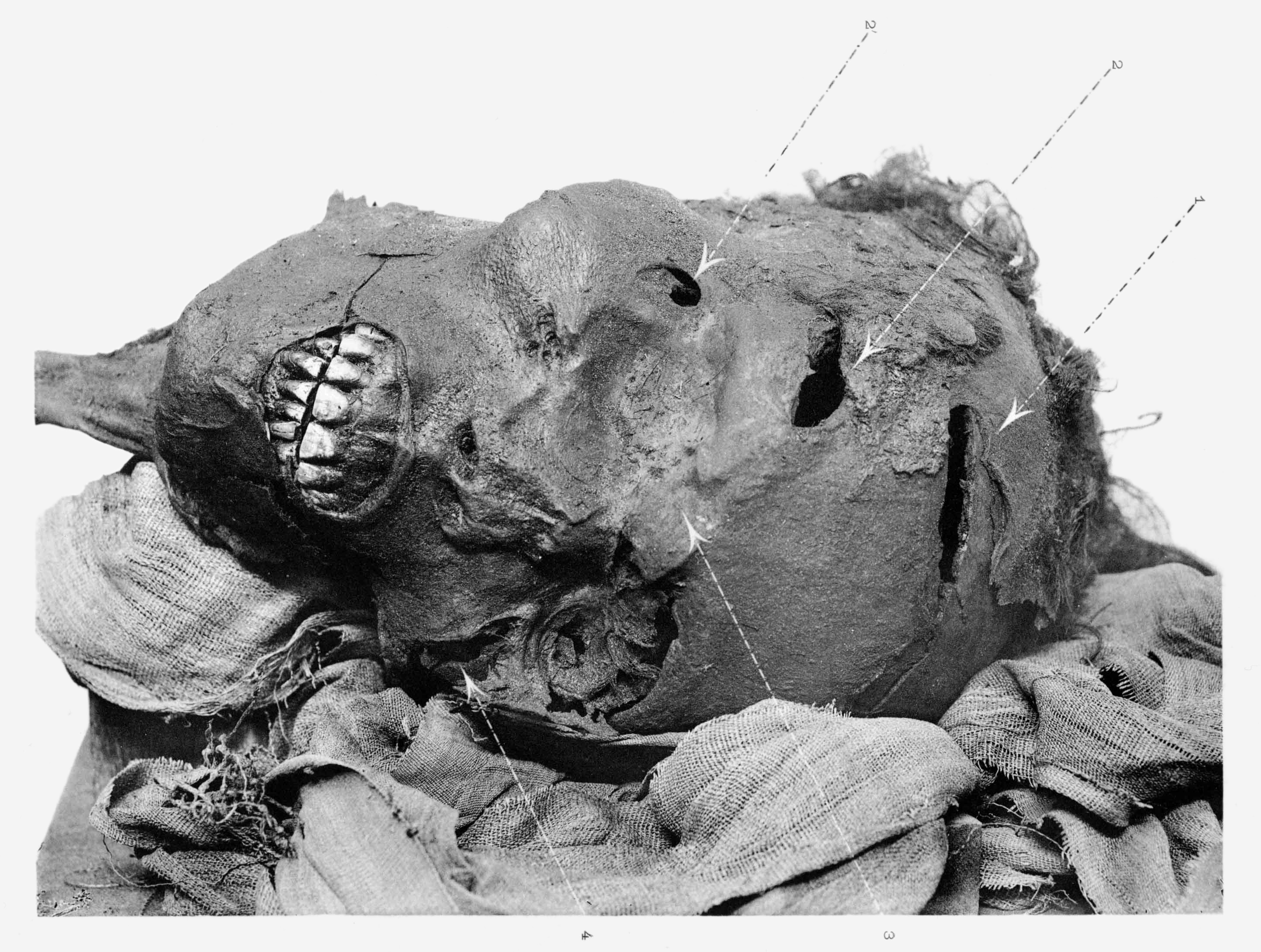
Část mumie Sekenenra Taa. Šipky ukazují zranění, která utržil. Z katalogu Egyptského muzea vydaného v roce 1912

Z písemných památek vyplývá, že první, kdo se úspěšněji pokusil porazit hyksóské panovníky byl Sekenenre Tao. V Dér el-Bahrí, 40 km severně od Théb, nechal vybudovat sídliště, které pravděpodobně plnilo vojenskou funkci.
Výzkum jeho mumie vedl k závěru, že zemřel násilnou smrtí. Na čele měl ránu po válečné sekeře používané Hyksósy a na krku bodnou ránu od dýky.
Po jeho smrti nastoupil na trůn Kamose, který pravděpodobně nebyl synem Sekenenra.
Ten nejprve zamezil obsazením oázy Bahríja, aby se mu dostal nepřítel (král Kuše) do zad a pak provedl blokádu Hatueretu. Zde byl v této době vládcem Apopis (Aauserre). O výsledku bojů není nic známo, ale v 11. roce vlády jeho nástupce Chamudina nebo Ahmose muselo být tažení zopakováno. Pravděpodobnější je, že za Ahmoseho, jak to dokládají nálezy z Tell ed-Daby, Ahmosovy reliéfy z Abydu, a dílo Životopis Ahmose, syna Abany.
Ahmose dobyl Avaridu, poté provedl tažení do jižní Palestiny a zde dobyl Šahurén. Po tomto úspěšném tažení dobyl ještě na jihu za druhým kataraktem pevnost Buhén, která byla pod vlivem vládce Kermy. Po znovusjednocení Egypta musel Ahmose potlačit dvě povstání a pak se věnoval znovuobnovování chrámů a královských hrobek.

## Kultura

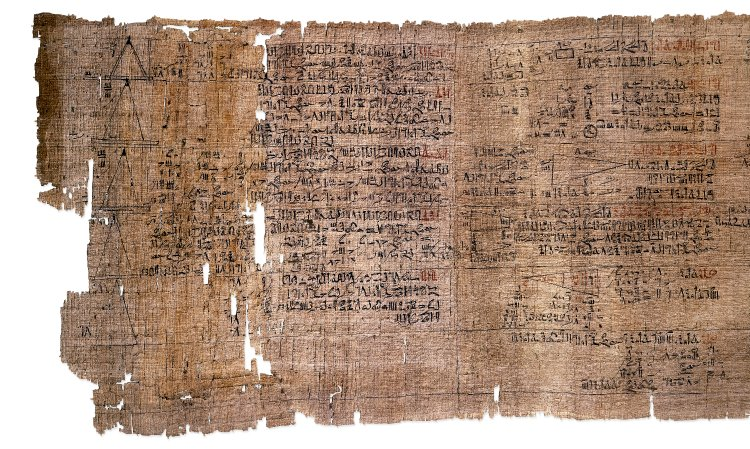
Rhindův matematický papyrus, který se nachází v Britském muzeu

Předpokládá se, že Hyksósové zavedli v Egyptě chov koní a užívání vozů.
V Hatueret byl uctíván kult boha Sutecha, který mohl vzniknout spojením již existujícího kultu v Heliopoli a kultu boha Baala Sápána, který byl uctíván v severní Asýrii.
Z období Druhé přechodné doby pochází matematický tzv. Rhindův papyrus.
Během období 16. dynastie vznikla Kniha mrtvých, která nahradila Texty pyramid.
Při vykopávkách v Tell el-Dabě byly nalezeny zbytky fresek podobných freskám pocházejících z mínojského období Kréty. Dosud není jasné, zda tyto fresky vytvořili krétští umělci, nebo Egypťané napodobili mínojskou freskovou výzdobu.